# Башкировка
Башки́ровка (рос. Башкировка) — селище у складі Первомайського району Оренбурзької області, Росія.

## Населення
Населення — 124 особи (2010; 138 у 2002).
Національний склад (станом на 2002 рік):
- росіяни — 72 %